# Plotosus laticeps
Plotosus laticeps és una espècie de peix de la família dels plotòsids i de l'ordre dels siluriformes.